# Bactrocera hochii
Bactrocera hochii
 es una especie de díptero que Zia describió por primera vez en 1936. Bactrocera hochii pertenece al género Bactrocera de la familia Tephritidae.  